# Indian Hills (Nevada)
Indian Hills – jednostka osadnicza w Stanach Zjednoczonych, w stanie Nevada, w hrabstwie Douglas.